# Аврей (епископ Майнца)
Аврей Майнцский (нем. Aureus von Mainz) (?, регион Роны и Луары — около 436 или 451 года, Майнц) — епископ Майнца в первой половине V века. С 2006 года местночтимый православный святой Берлинской и Германской епархии РПЦ МП.

## Жизнеописание
Имя Аврея стоит на первом месте в старейшем списке епископов Майнца в Фульдских анналах, датируемых X веком. Таким образом, он является первым известным по источникам епископом Майнца. Сообщения церковных источников о жизни Аврея находятся под значительным влиянием устных преданий. Поэтому современные историки не могут дать однозначный ответ о факте его реального существовании.
Древнейшее из церковных свидетельств относится ко времени епископа Майнца Рабана Мавра (847—856). При описании миропомазания в Фульдском монастыре говорится об алтаре на южной стороне церкви, освященном святым Авреем. Кроме того, Рабан в 843 году пишет, что смерть Аврея и его сестры произошла 16 июня. Они были убиты в церкви во время нашествия гуннов. Однако, этому свидетельству не достает указания года, в котором произошло это событие. Более поздние источники называют 454 год, что маловероятно, так как само нашествие гуннов произошло в 451 году. Если предположить, что Аврей погиб во время одного из набегов гуннов, то годом его смерти, помимо 451 года, можно назвать 436, 406/407 и даже 368 год. В 406/407 году в Майнце принял мученическую смерть святой Альбан. По церковной традиции Альбан был обезглавлен за проповедь против арианства. Та же традиция утверждает, что незадолго до этого события Аврей был изгнан из Майнца.
Из этого следует, что Аврей был епископом Майнца уже до 406 года. Он был изгнан гражданами Майнца также за своё негативное отношение к арианам. Во время отсутствия Аврея в Майнц из Италии прибыли епископ Теомас (Феонестий) и его ученик Альбан. После 406 года он, вероятно, вернулся в разрушенный Майнц и продолжил своё служение. Если принять за год его смерти 451 год, то его служение длилось сомнительно долго, около 50-ти лет, когда ему на смену епископом стал Максим. Наиболее вероятно, что смерть Аврея и его сестры Юстины произошла в 436 году. Останки его были перезахоронены в базилике Альбана; произошло это не ранее 805 года.

## Почитание
Аврей традиционно почитается как святой в епархии Майнца. В Майнц-Цальбахе на месте захоронения построена часовня Святого Аврея. Она была одной из самых древних церковных сооружений, почитаемое местными жителями, но со временем подверглась разрушению и не сохранилась до наших дней.
В 1022 году были открыты мощи епископа Аврея и его сестры Юстины. С позднего средневековья Аврей и Юстина считаются покровителями города Майнц.
16 июня в епархии Майнца традиционно считается днём святого Аврея.